# Schockaert-Smeets
Schockaert-Smeets (voluit Maatschappij in Gezamenlijke Naam Oude Werkhuizen Schockaert - Smeets) is een voormalig textielbedrijf uit het Belgische Zottegem. Het textielbedrijf werd opgericht door oud-onderwijzer Gustaaf Schockaert (1846 - 1929) (nadat hij als katholiek ontslag nam naar aanleiding van de eerste schoolstrijd) samen met zijn vrouw Louise Smeets (1846 - 1923) in 1882 in de Musselystraat als textielatelier en winkel. In 1895 lieten ze op tuingrond aan de Trapstraat 43 een huis optrekken voor een textielwinkel. Het herenhuis bevat art nouveau-glasramen en -elementen en werd van 2022 tot 2025 omgebouwd tot stedelijk kinderdagverblijf. In 1898 werd er een werkhuis bijgebouwd dat in 1899 werd gemechaniseerd met een stoommachine en zo de eerste industriële textielfabriek van Zottegem werd. Vanaf 1919 werd een nieuw fabrieksgebouw opgetrokken in rode baksteen aan de Fabrieksstraat (de huidige Gustaaf Schockaertstraat) en de Trapstraat. In 1924 veranderde de firma haar naam in N.V. Société générale des Textiles. In 1927 werd de fabriek uitgebreid door een constructie van drie verdiepingen tussen de hoek van de Trapstraat en de Fabrieksstraat. Gustaaf Schockaert liet rond 1907 in de Molenstraat een statige eclectische herenwoning (Herenhuis Schockaert) optrekken. De Schockaerts lieten een villa in cottagestijl optrekken op het hoogste punt van de Buke, de zogenaamde 'Villa Floreal', waar zoon Leon Schockaert woonde. Rond 1930 liet Berthe Schockaert samen met echtgenoot Herbert De Puysseleyr 'Villa Puysseleyr' optrekken aan de Meerlaan naar plannen van architect Oscar Van de Voorde. Tijdens het interbellum werd Schockaert-Smeets een van de belangrijkste breigoedproducenten van België. Het bedrijf produceerde badgoed, boven- en onderkleding voor heren, dames en kinderen. Rond 1960 begon de achteruitgang en in 1975 sloot de fabriek de deuren. Sinds 1985 huisvest een deel van de fabrieksgebouwen de Stedelijke Academie voor Beeldende Kunst (SABK); die gebouwen werden tussen 2000 en 2010 gerenoveerd.

## Afbeeldingen

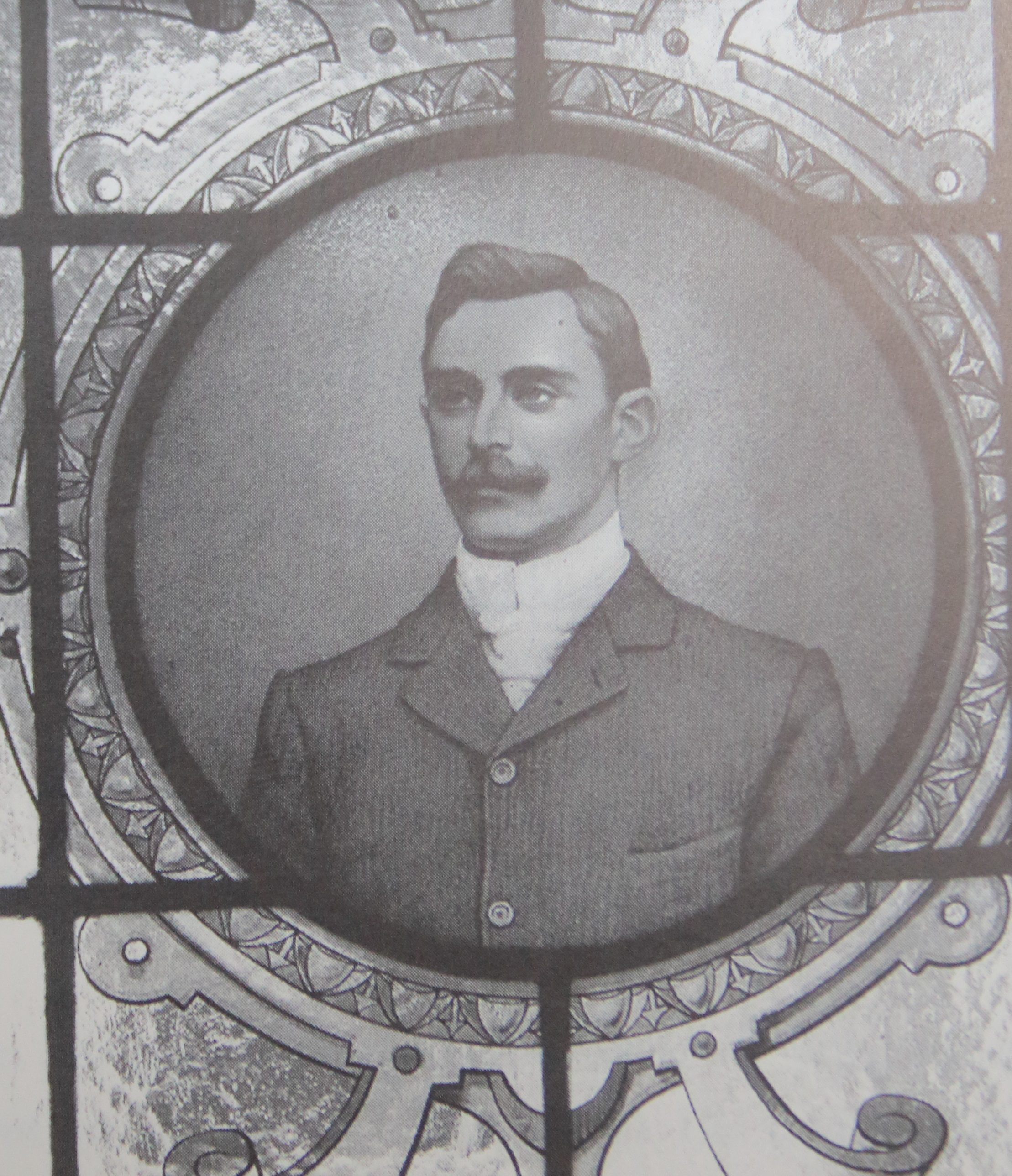
Jules Schockaert (1877-1907)
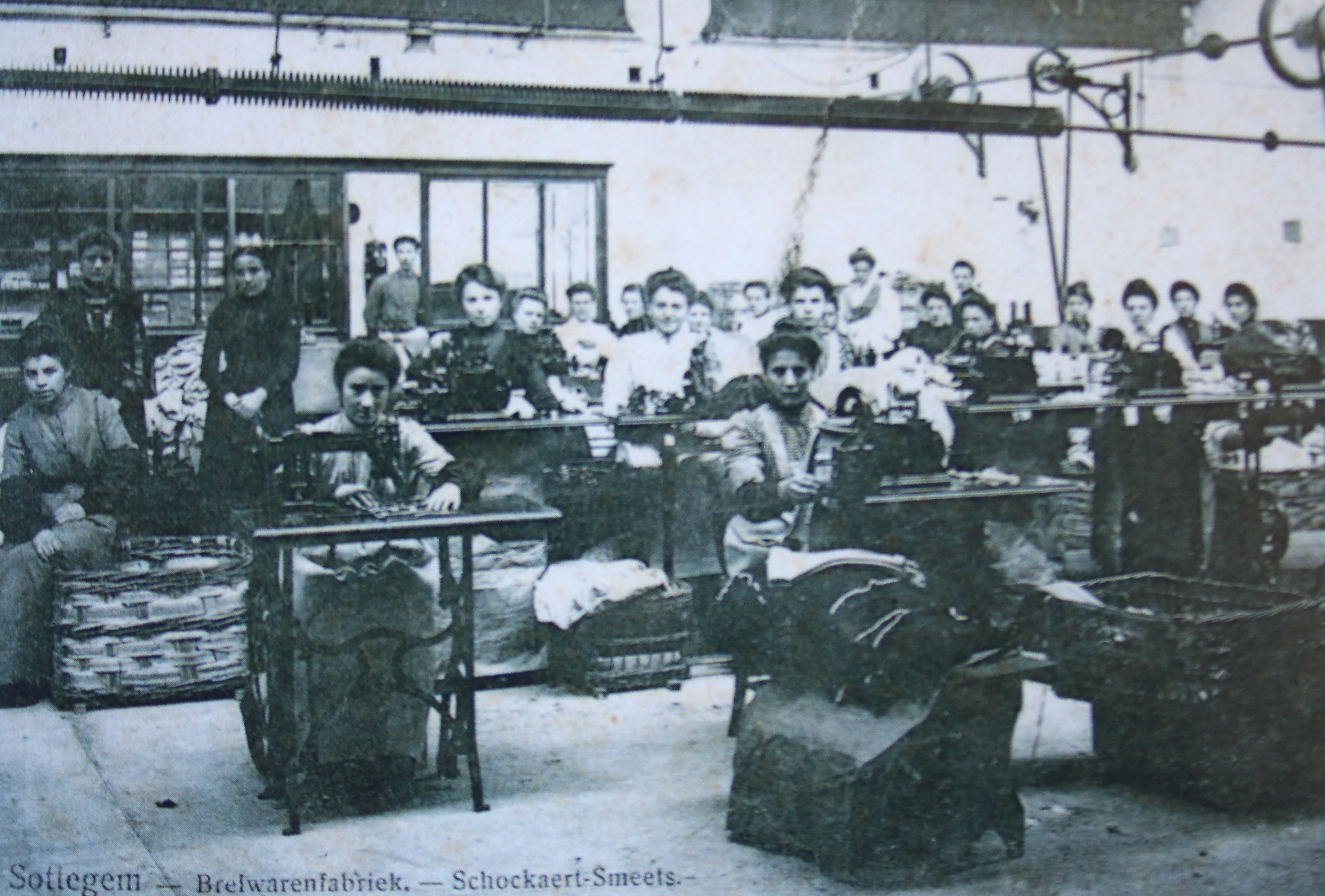
Historische prentbriefkaart van de fabriek
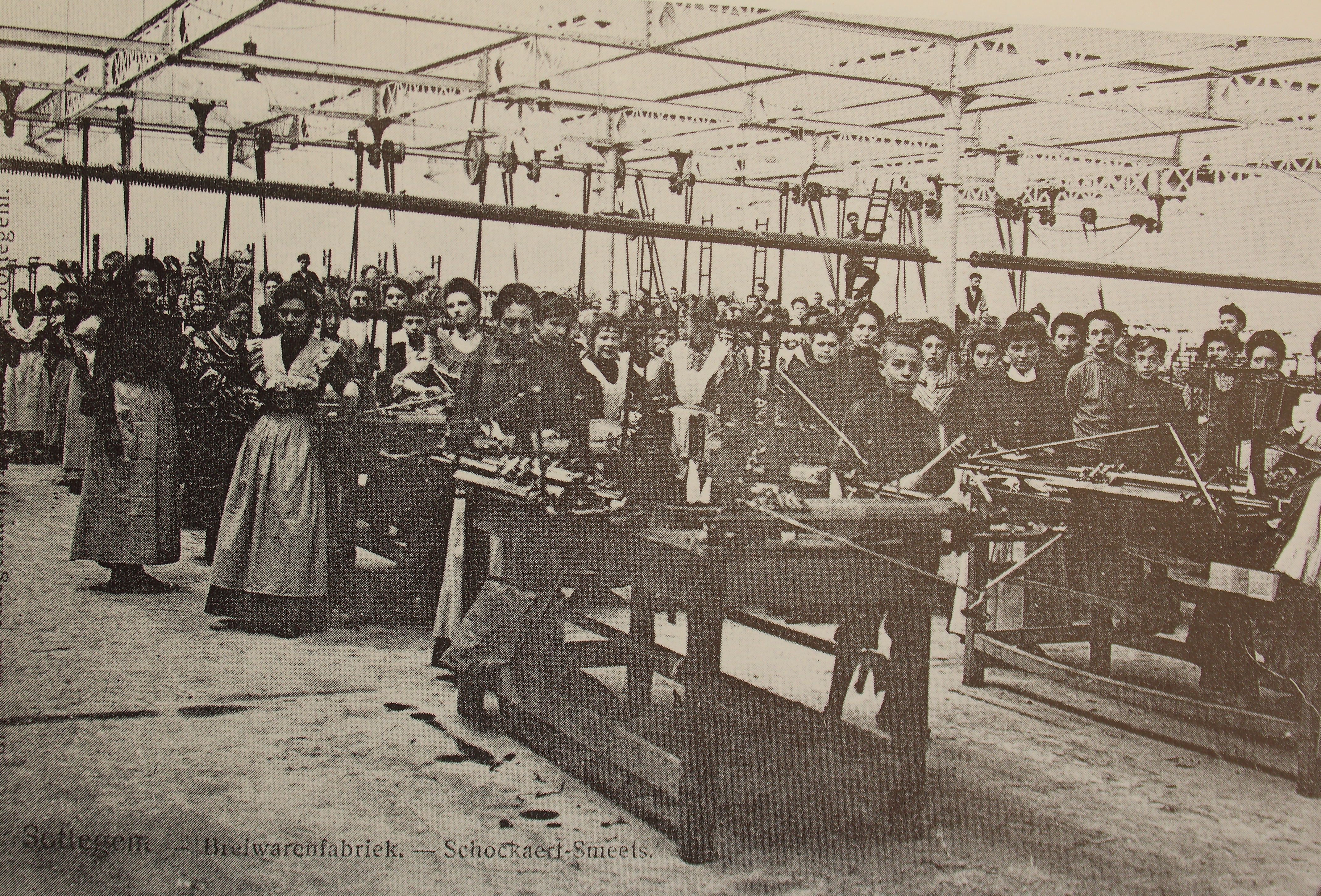
Historische prentbriefkaart van de fabriek
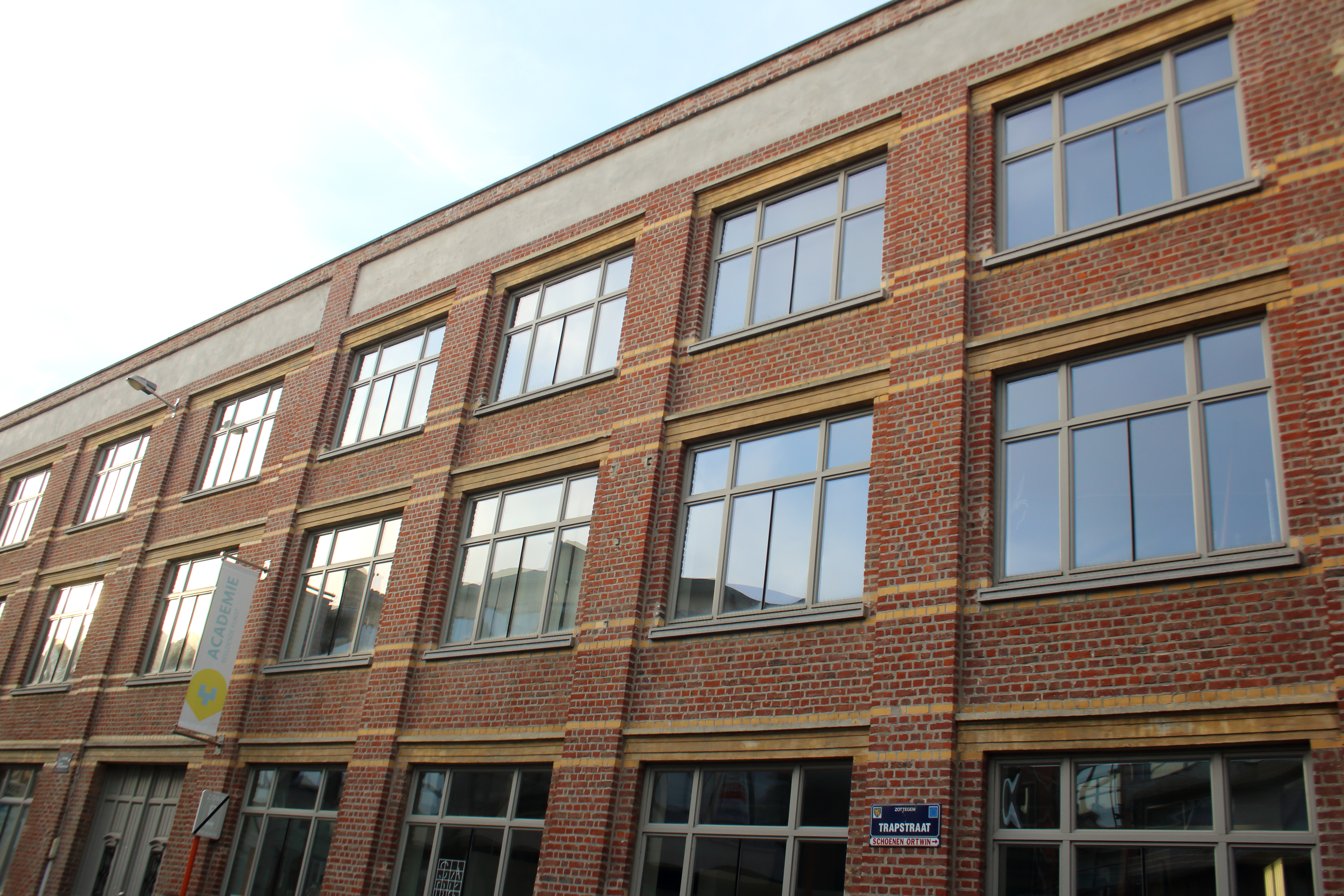
Stedelijke Academie voor Beeldende Kunst in het gerenoveerde fabrieksgebouw (drielagige uitbreiding uit 1927)
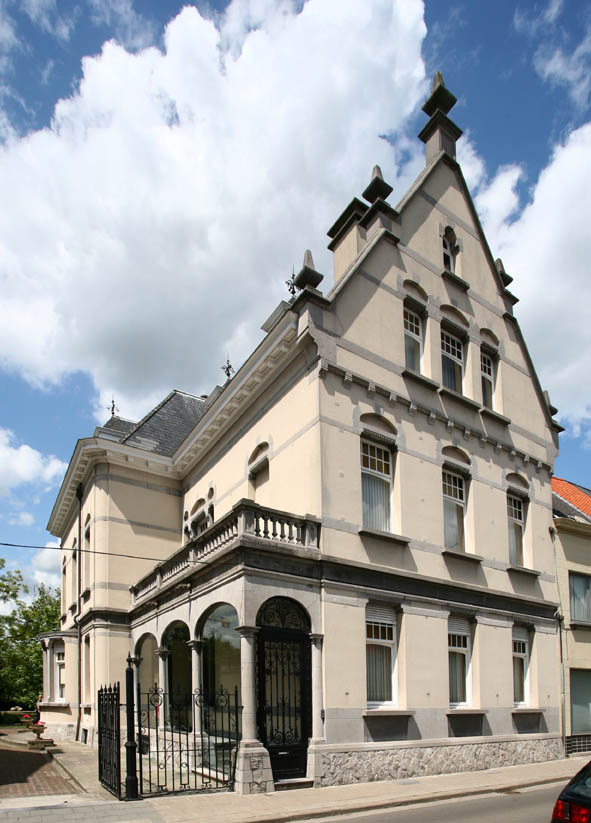
Herenhuis Schockaert (Molenstraat 21)
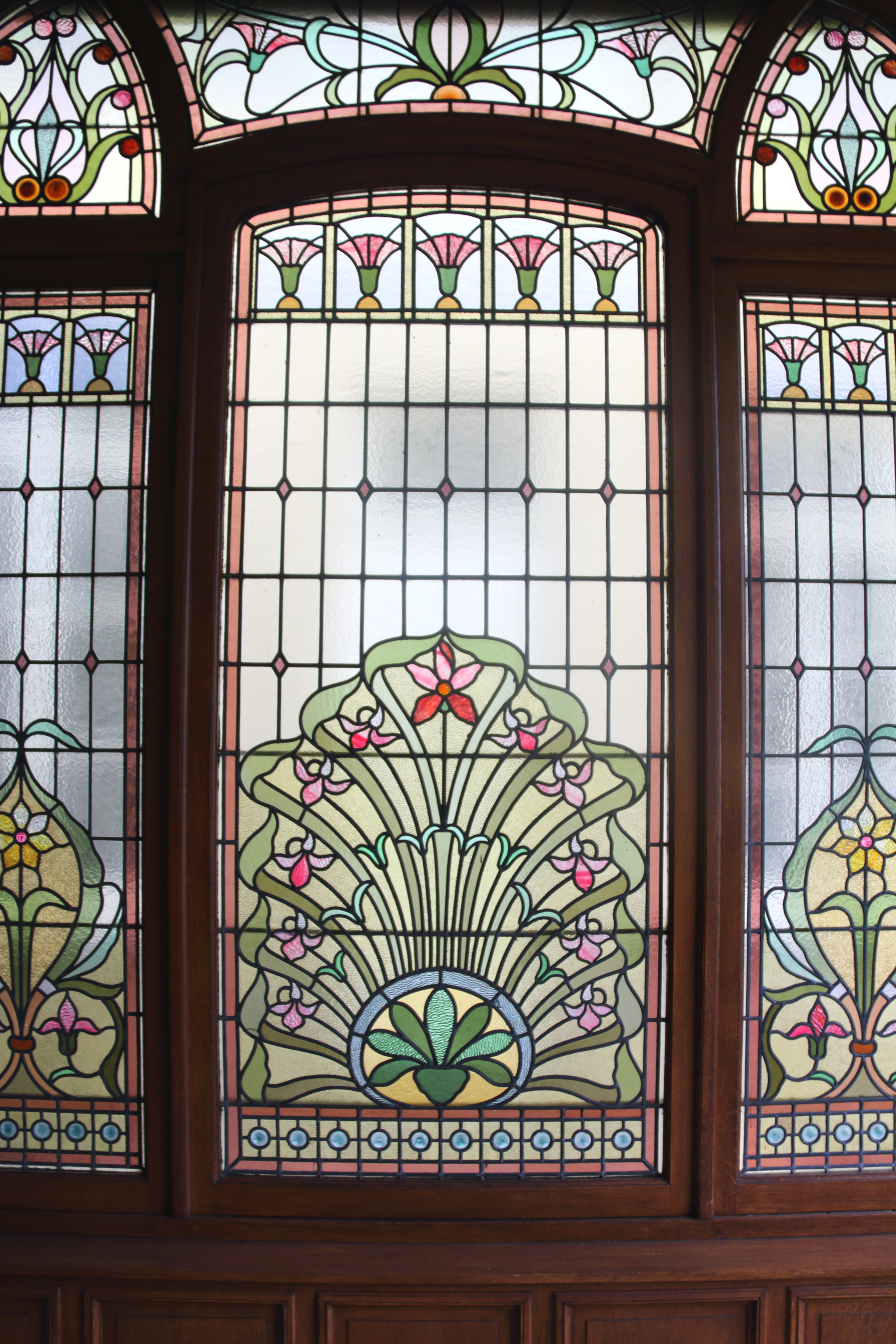
Glasraam in burgerhuis-textielwinkel Schockaert (Trapstraat 43)